# Знаменка (Пителинский район)
Знаменка — деревня в Пителинском районе Рязанской области. Входит в Потапьевское сельское поселение

## География
Находится в северо-восточной части Рязанской области на расстоянии приблизительно 12 км на север-северо-запад по прямой от районного центра поселка Пителино.

## История
По ревизии 1857—1858 гг. принадлежала полковнице Татьяне Афанасьевне Урусовой (ей же принадлежала часть крестьян в находившейся севернее Новой Деревне).
В 1862 году здесь (тогда деревня Елатомского уезда Тамбовской губернии) было учтено 56 дворов.

## Население
Численность населения: 557 человек (1862 год), 547 (1914), 18 в 2002 году (русские 100 %), 15 в 2010.